# Монтефелтрано I да Монтефелтро
Монтефелтрàно I да Монтефèлтро (на италиански: Montefeltrano (Montefeltrino) I da Montefeltro; * ок. 1135, вероятно Сан Лео; † 1202, вероятно пак там) от рода Да Монтефелтро е италиански кондотиер и политик, граф на Монтефелтро (1184 – 1202).

## Произход
Той е син на граф Антонио I да Монтефелтро († ок. 1184), кондотиер. По бащина линия е внук на Одантонио I да Монтефелтро. Има двама братя:
- Бонкорте
- Кавалка, военен

## Биография
Оскъдната историческа информация ни кара да вярваме, че той е на служба на император Хайнрих VI Швабски по време на Сицилианската война. Вероятно получава титлата на граф на Монтефелтро от папа Инокентий III.

## Потомство
Има двама сина:
- Бонконте I да Монтефелтро (* 1165, † 1242), граф на Монтефелтро, първият граф на Урбино
- Тадео I да Монтефелтро (* 1180, † 1251), кондотиер